# Profilaktyka trzeciorzędowa
Profilaktyka trzeciorzędowa (III fazy, metafilaktyka) – ostatni z trzech poziomów profilaktyki zdrowotnej obejmujący działania skierowane do grup przewlekle chorych lub niepełnosprawnych i mający na celu zapobieganie nasileniu skutków choroby bądź niepełnosprawności lub powikłań choroby (do zgonu włącznie). Obejmuje działania rehabilitacyjne w celu przywrócenia (lub zwiększenia) sprawności, pomoc w radzeniu sobie z ograniczeniami narzucanymi przez chorobę, przeciwdziałanie izolacji społecznej chorego, dalszemu spadkowi kondycji psychicznej i fizycznej oraz nawrotom choroby.